# Großes Feuer von Dorpat
Das Große Feuer von Dorpat am 6. Juli 1775 (nach gregorianischem Kalender) war ein bedeutendes Ereignis in der Geschichte der estnischen Stadt Tartu, die damals Dorpat hieß und zum Gouvernement Livland unter der Oberherrschaft des Russischen Kaiserreichs gehörte. Das Feuer zerstörte einen großen Teil der Innenstadt und führte zu einem umfassenden Wiederaufbau der Stadt im klassizistischen Stil.

## Brandursache
Nach dem Großen Nordischen Krieg (1700–1721) und dem Frieden von Nystad 1721 kam Dorpat unter russische Oberherrschaft und wurde Teil des Gouvernements Livland im Russischen Kaiserreich. Die Stadt erlebte in dieser Zeit mehrere Zerstörungen und Wiederaufbauten.
Im 18. Jahrhundert waren viele Städte in Europa, einschließlich Dorpat, überwiegend aus Holz gebaut. Diese Bauweise erhöhte das Risiko von Bränden erheblich. Holz als Baumaterial ist leicht entflammbar, und in dicht bebauten Stadtgebieten konnte sich ein Feuer schnell ausbreiten.
Das Große Feuer von 1775 brach am 6. Juli in Dorpat in der Nähe der Johanniskirche in der Straße namens Rüütli aus. Die genaue Ursache ist nicht vollständig dokumentiert. Ein am diesen Tag starker Wind trug dazu bei, dass sich das Feuer schnell von Gebäude zu Gebäude ausbreiten konnte und die Kontrolle des Feuers erschwerte. Die überwiegend aus Holz gebauten Häuser und Brücken ermöglichten es dem Feuer, auch den Fluss Emajõgi zu überqueren und dort weiteren Schaden anzurichten.

## Brandbekämpfung
Die Brandbekämpfung im 18. Jahrhundert war noch nicht so organisiert und effektiv wie heute. Es gab keine motorisierten Feuerlöschpumpen, und die Löscharbeiten wurden hauptsächlich mit Eimern und einfachen Feuerspritzen durchgeführt.
Die Feuerwehrleute und Bürger versuchten, das Feuer zu bekämpfen und die Ausbreitung zu verhindern, indem sie Wasser aus nahegelegenen Quellen und dem Fluss Emajõgi schöpften. Um das Feuer einzudämmen, wurden achtzehn Gebäude absichtlich abgerissen, um Brandschneisen zu schaffen. Diese Maßnahme sollte verhindern, dass das Feuer auf weitere Teile der Stadt übergriff. Trotz dieser Bemühungen breitete sich das Feuer weiter aus und zerstörte fast die gesamte Innenstadt.

## Brandschäden
Fast 200 Holzgebäude und über 40 Steingebäude wurden vernichtet. Um das Feuer einzudämmen, wurden achtzehn Gebäude absichtlich abgerissen, um Brandschneisen zu schaffen. Am Ende des Feuers blieben nur 160 Gebäude stehen, die meisten davon im nördlichen Teil der Stadt. Im ehemaligen Stadtzentrum standen nur noch 40 Gebäude.
Nach dem Brand stellte Kaiserin Katharina die Große 25.000 Rubel zur Verfügung, um der Situation in Dorpat beizukommen. Dieses Geld wurde unter anderem für den Bau einer Steinbrücke über den Fluss Emajõgi verwendet, deren Überreste noch heute unter dem Fluss zu sehen sind. Die Unterstützung der Kaiserin war entscheidend für die Wiederherstellung der Stadt und half, die unmittelbaren Schäden zu bewältigen.

## Wiederaufbau

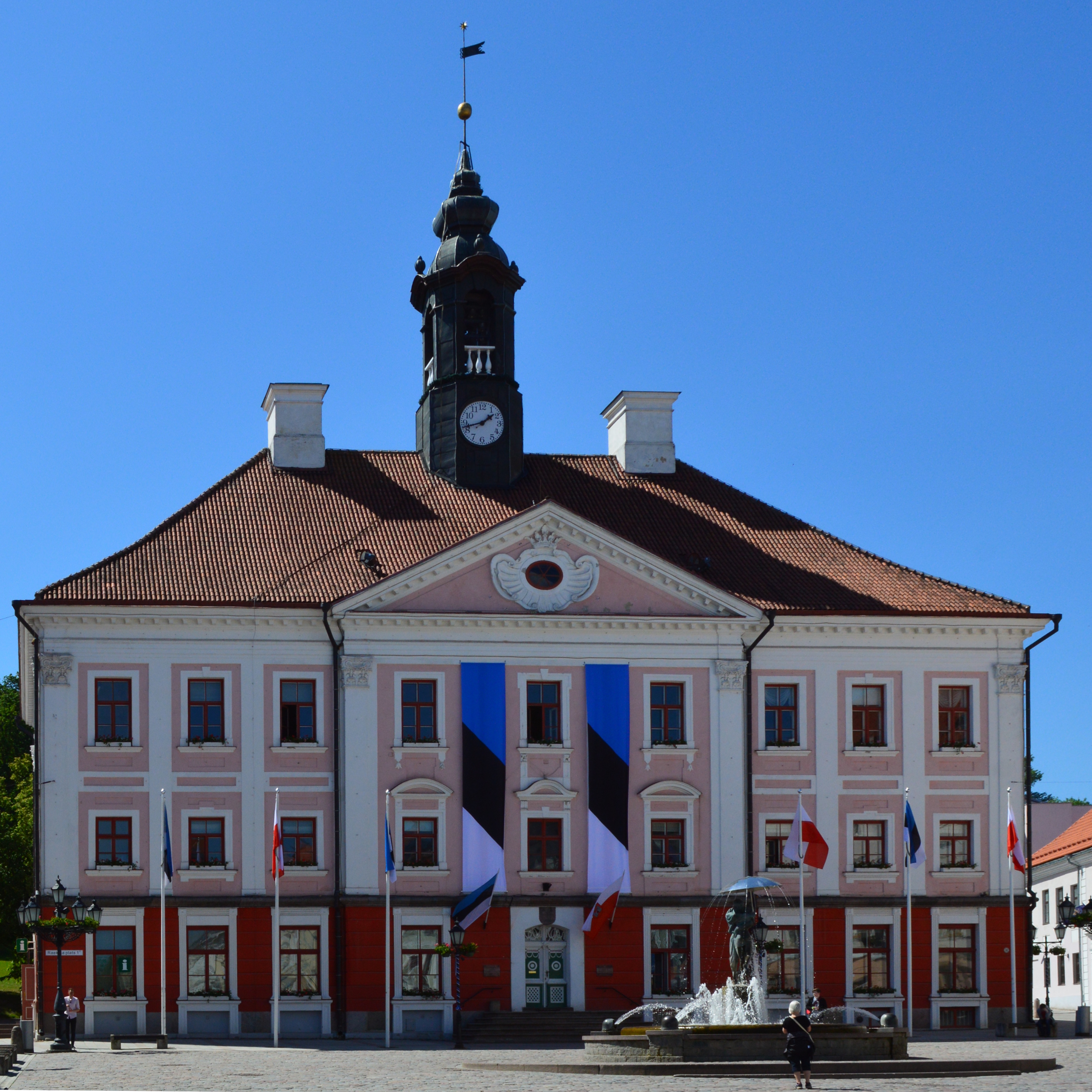
Rathaus von Tartu, wiedererbaut im frühklassizistischen Stil

Nach dem Brand wurde beschlossen, die Stadt im klassizistischen Stil wieder aufzubauen. Die Vorschriften, die den Bau von Steingebäuden untersagten, wurden aufgehoben, und es wurde nun vorgeschrieben, neue Gebäude, Zäune und Nebengebäude ohne die Verwendung von Holz zu errichten. Der Klassizismus, der sich durch klare Linien, symmetrische Formen und eine Rückbesinnung auf die Architektur der Antike auszeichnet, wurde zur dominierenden Stilrichtung des Wiederaufbaus.
Johann Heinrich Bartholomäus Walther, ein deutschbaltischer Architekt, spielte eine zentrale Rolle im Wiederaufbau von Dorpat. Walther wurde 1737 in Rostock geboren und zog nach dem Brand von 1775 nach Dorpat, wo er als Baumeister tätig war. Er entwarf mehrere bedeutende Gebäude, darunter das neue Rathaus und das von-Bock-Haus. Walther orientierte sich am holländischen Frühklassizismus und prägte das Stadtbild von Dorpat nachhaltig.
Das neue Rathaus von Dorpat wurde zwischen 1782 und 1789 nach den Plänen von Walther errichtet. Das Gebäude ist ein typisches Beispiel für den Klassizismus und zeichnet sich durch seine symmetrische Fassade, die klaren Linien und die Verwendung von Stein aus. Das Rathaus wurde zum zentralen Verwaltungsgebäude der Stadt und ist bis heute ein bedeutendes Wahrzeichen von Tartu.
Im Zuge des Wiederaufbaus der Stadt entstanden mehrere bedeutende Gebäude im klassizistischen Stil. Dazu gehören das Hauptgebäude der Universität Tartu und die Johanniskirche, die zwar weitgehend unbeschadet blieb und deren Innenraum zwischen 1820 und 1830 aufwändig renoviert wurde. Diese Gebäude prägen das Stadtbild von Tartu bis heute und sind wichtige Zeugnisse der klassizistischen Architektur.